# Portalroboter

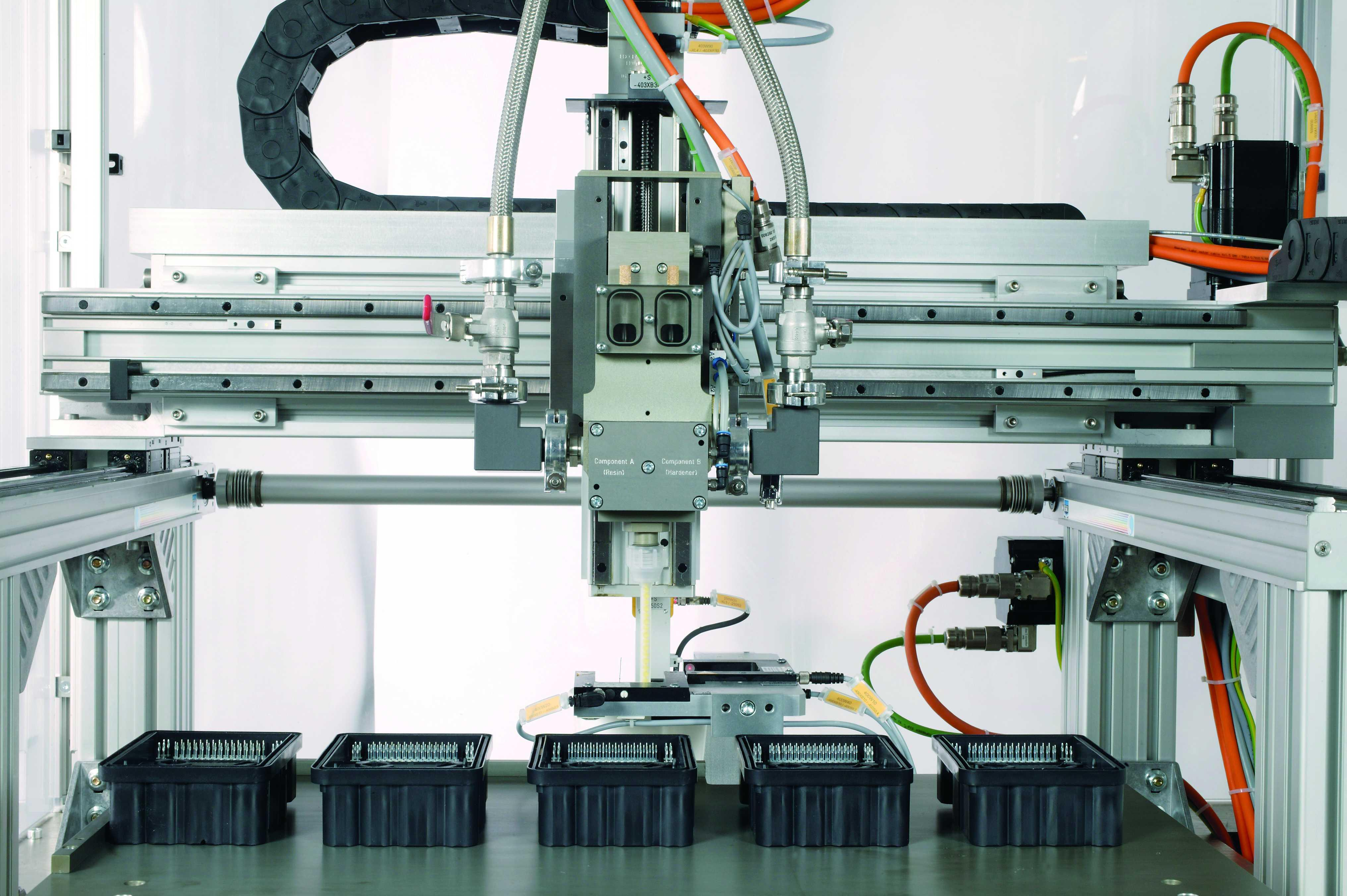
Portalroboter mit Linearführungen

Portalroboter sind eine effiziente Variante zur Automatisierung von Produktionsprozessen mittels Robotertechnik. Durch die Beladung von oben (z. B. über Ladeluken) bleibt die Zugänglichkeit zur Maschine erhalten. Dies ist besonders wichtig für Rüstvorgänge und Überwachungstätigkeiten.

## Linienportal
Linearportale sind die einfachste Variante eines Portalroboters. Die Punkte, die mit dem Greifer angefahren werden sollen, liegen in einer Achse. Der Portalschlitten ist für die Horizontalbewegung auf der Hauptachse zuständig, die Vertikalbewegung wird vom Portalarm durchgeführt.

## Auslegerportal
In manchen Fällen ist es notwendig, eine zusätzliche Bewegung orthogonal zur Portallängsachse auszuführen. Bei kurzen Strecken bzw. relativ geringen Teilegewichten wird dies über Auslegerportale gelöst. Am Hauptschlitten ist ein Auslegerarm montiert, der wiederum den Portalarm mit dem Greifer trägt.

## Flächenportal

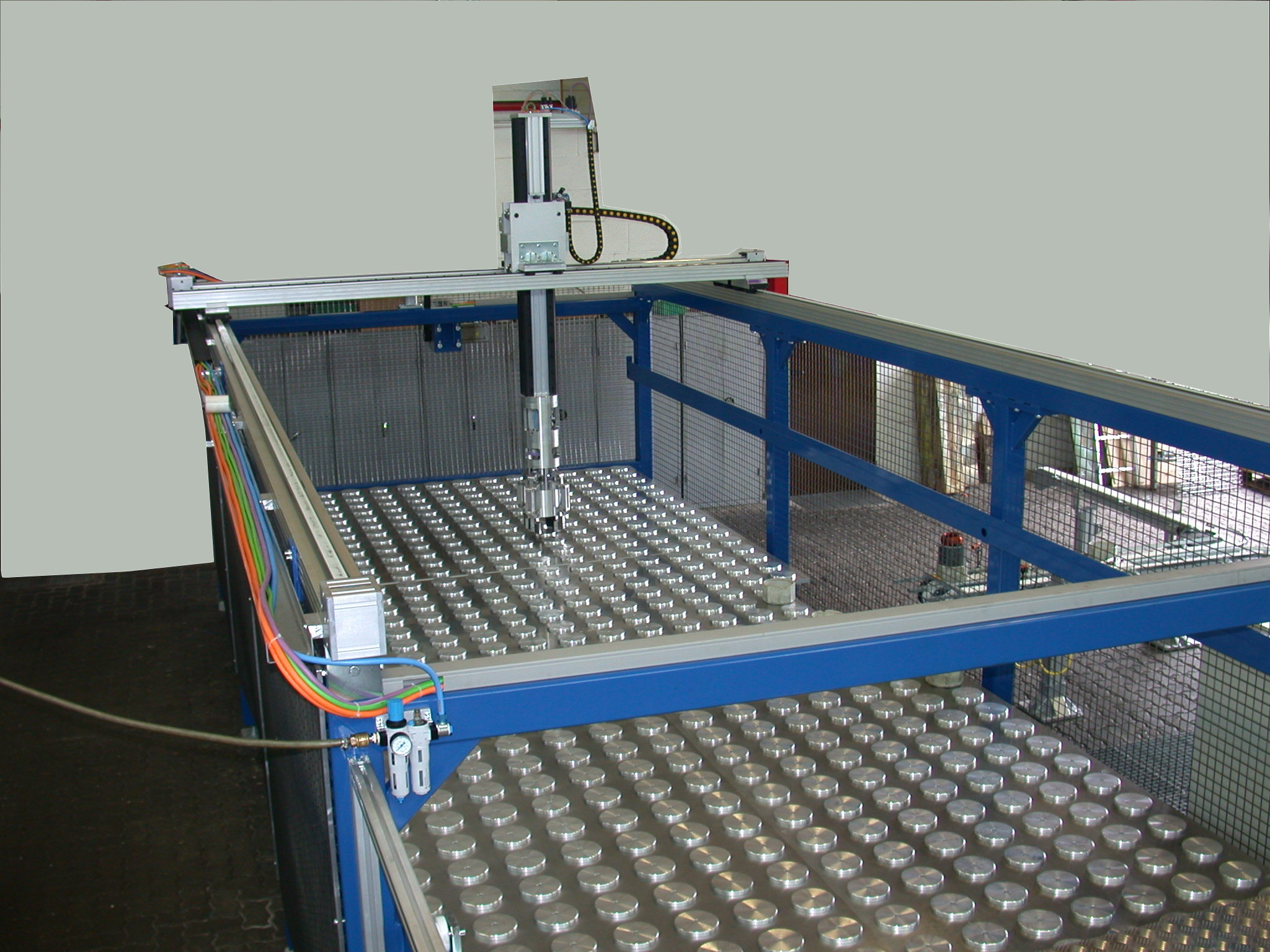
Flächenportalanlage

Um große räumliche Bereiche abzudecken, wird auf Flächenportale zurückgegriffen. Hier kann der Portalarm auch über eine große Fläche beliebig positioniert werden.

## H-Lader
Beim H-Lader sind 2 unabhängige Arme mit Greifer auf einer Achse parallel angeordnet. Der Abstand zwischen den Armen ist fixiert. Diese Anordnung wird zum Beispiel für lange Wellenteile verwendet, bei denen ein Schwenkgreifer nicht mehr sinnvoll verwendet werden kann.

## Kombination Portal und Industrieroboter
Diese Sonderbaureihe vereint die Vorteile von Arbeitsraum-erweiternden Lineareinheiten mit den enormen Potenzialen modernster 6-Achs-Robotik. Der Industrieroboter kann sowohl über Kopf, als auch seitlich montiert werden. Unterschiedlichste Portalvarianten und eine speziell auf die individuellen Produktionsanforderungen abgestimmte Lineareinheit sorgen dafür, dass für jeden Fertigungsprozess jeweils das beste Automatisierungssystem zum Einsatz kommt.
Beispiele
- KUKA Roboter Jet
- Liebherr-Verzahntechnik Handhabungssysteme
- SNR Linearachssysteme aus Bielefeld